# Monument till de sjunkna fartygen

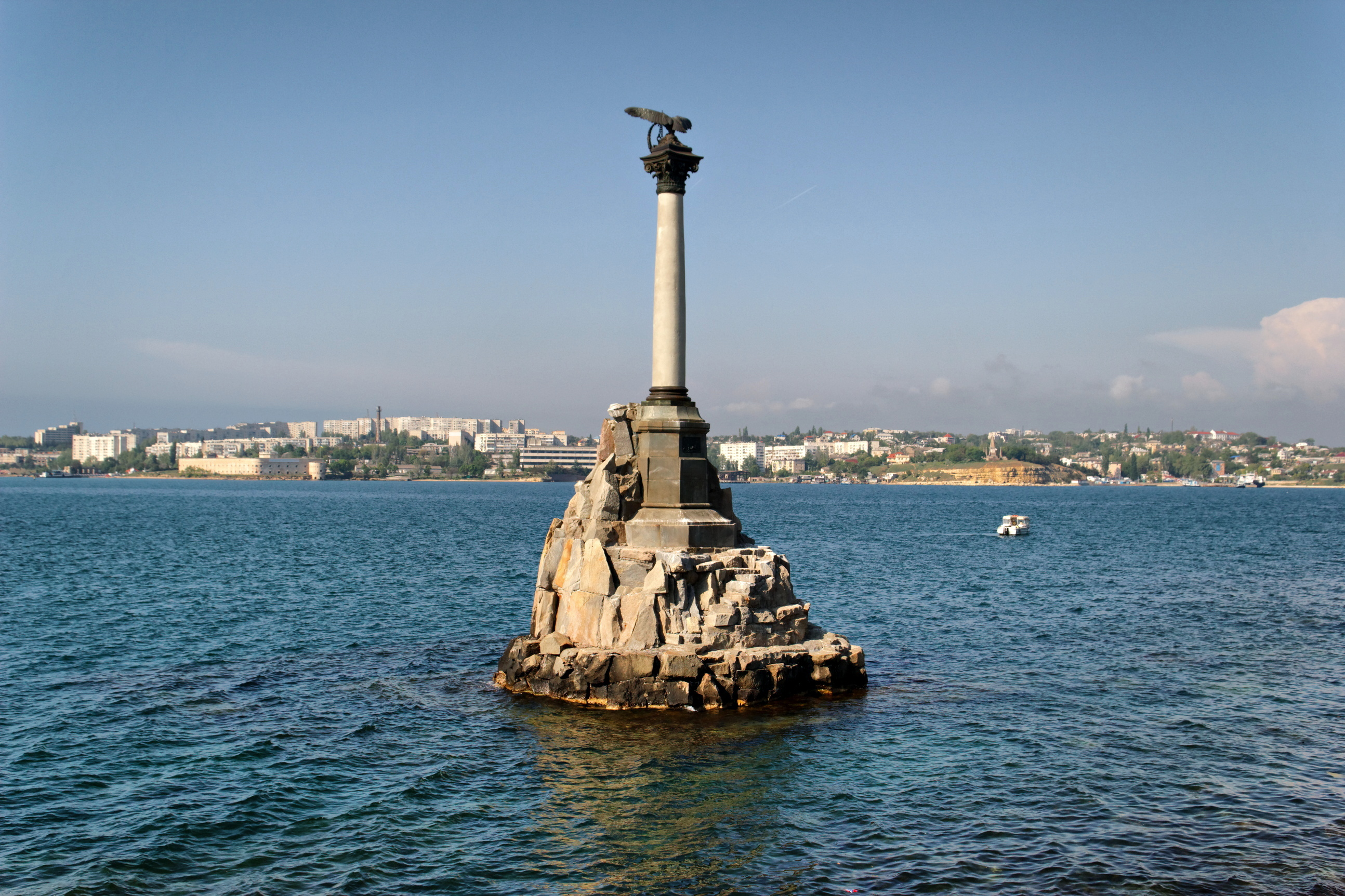
Monumentet i Sevastopols inlopp

Sevastopols stadsvapen.

Monument till de sjunkna fartygen (ryska: Памятник затопленным кораблям, ukrainska: Пам'ятник затопленим кораблям) är ett minnesmärke beläget i hamnstaden Sevastopols inlopp på Krim. Skulpturen är skapad av konstnären Amandus Adamson och arkitekten Valentin Feldman och stod klar 1905 till 50-årsjubileet av belägringen av Sevastopol. Monumentet har en stark symbolisk innebörd för Sevastopol och svartahavsflottan som har sin huvudbas i denna stad. Den återfinns på stadens flagga och stadsvapen.